# Bon Adrien Jeannot de Moncey
Bon-Adrien Jeannot de Moncey (hay Jannot de Moncey), Công tước xứ Conegliano, Nam tước xứ Conegliano (31 tháng 7 năm 1754–20 tháng 4 năm 1842) là một thống chế Pháp
Moncey sinh ngày 31 tháng 7 năm 1754 tại Palise hay Moncey, Doubs. Cha ông là một luật gia đến từ Besançon. Thời niên thiếu, mặc dù ông đã từng hai lần đăng kì nhập ngũ nhưng cha ông lại ngăn cản. Ông chỉ thực sự được thực hiện đam mê của mình vào năm 1778. Năm 1791, là một đại uý, ông ủng hộ Cuộc Cách mạng Pháp. Moncey đã giành nheieuf thắng lợi quan trọng tại chiến dịch 1793 và 1794 trong các cuộc xung đột tại Pyrenees. Từ một thiếu tá, ông được làm tổng tư lệnh Tập đoàn quân Tây Pyrenees trong vài tháng, và các chiến thắng của ông đã giúp cho chính phủ Tây Ban Nah phải ký hoà bình. Mặc dù là tư lệnh tối cao, nhưng năm 1799, do nghi ngờ ông dính đến phe Bảo hoàng mà chính phủ bãi nhiệm ông. Giai đoạn 1801-1815, ông là tổng thanh ta của Cảnh sát. 
Cuộc chính biến tháng Sương mù năm 1799 đã đưa ông trở lại. Trong chiến dịch Ý 1800, Napoleon điều ông làm tư lệnh quân đoàn Thuỵ Sĩ tại Ý. Năm 1801, Napoleon phong ông làm tổng thanh tra Hiến binh Pháp, và sau đó là hàm Thống chế năm 1804. Năm 1805, ông được tặng Bắc đẩu bội tinh.
Tháng 7 năm 1808, ông được phong làm Công tước xứ Conegliano. Ông được tiếp tục giữ danh hiệu này trong thời kỳ triều đại Bourbon phục hưng, và vì không có con trai nên ông đã chuyển danh hiệu này cho con rể (cùng với danh hiệu nam tước và Thượng sĩ Pháp).
Trong cùng năm đó, khi vào giai đoạn đầu của Chiến tranh Bán đảo, Moncey được điều đến Tây Ban Nha với tư cách quyền tư lệnh. Ông đã khẳng định tên tuổi bằng một loạt thắng lợi để tiến quan đến Valencia, nhưng những chiến quả này đã bị huỷ hoại bởi trận thua của tướng Dupont tại trận Bailén. Moncey sau đó điều khiến một cánh quân dưới chỉ huy của Hoàng đế trong cuộc vây thành Saragossa năm 1809. Ông từ chối chiến dịch xâm lược Nga, và sau đó là không vụ Đại quân năm 1812 và 1813. Tuy nhiên, khi Pháp bị xâm lược vào năm 1814, Thống chế đã quay trở lại và chiến đấu đến trận cuối cùng tại Paris tại đỉnh đồi Monmarte và tường thành tại Clichy.
Năm 1814, ông hỗ trợ Louis XVIII và được phong danh hiệu Thượng sĩ và Nam tước. Ông giữ trung lập khi Napoleon quay trở lại trong thời kì 100 ngày. Do từ chối bổ phiếu xử từ Thống chế Michel Ney vì tội phẩn quốc mà ông bị bỏ tù cũng như bị tước các danh hiệu thống chế và nghị sĩ.
Nhà vua đã lại phong ông làm Thống chế năm 1816, và ông lại được làm Thượng nghị sĩ vào 3 năm sau. Ông tiếp tục phục vụ quân sự, lần cuối cùng là tư lệnh quân đoàn trong khi trấn áp phong trào tự do tại Tây Ban Nha năm 1823. Năm 1833, ông làm giám đốc của Invalides. Khi chứng kiến việc quay trở lại của thi hài Napoleon tháng 12 năm 1840, ông đã nói sau buổi lễ, "Nào, hãy quay về để chết".